# Crescent Hotel (Eureka Springs, Arkansas)

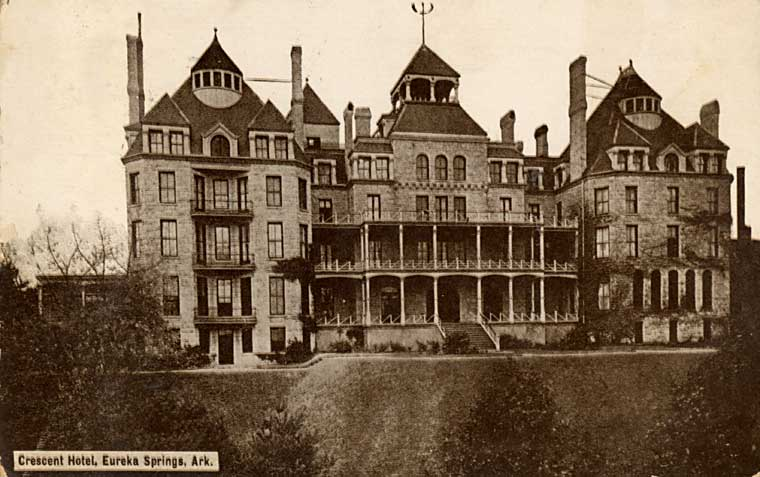
Crescent Hotel, Eureka Springs, Arkansas, alrededor de 1886

The Crescent Hotel es un hotel histórico en 75 Prospect Avenue en Eureka Springs, Arkansas. Se anuncia como "el hotel más embrujado de Estados Unidos" y ofrece un recorrido fantasma por una tarifa. El 1886 Crescent Hotel & Spa es miembro de Historic Hotels of America, el programa oficial del National Trust for Historic Preservation.

## Historia
Fue construido en 1886 como un centro turístico para los ricos y famosos, pero rápidamente se volvió inmanejable y se deterioró. En 1908, fue reabierto como Crescent College and Conservatory for Young Women. Esta institución cerró en 1924 y luego abrió de nuevo en 1930 como colegio universitario. Después de que la universidad cerró en 1934, Crescent se alquiló como hotel de verano.
En 1937, adquirió un nuevo propietario, Norman G. Baker, quien convirtió el lugar en un hospital y balneario. Baker, un inventor millonario y personalidad de la radio, se hacía llamar médico, a pesar de no haber tenido formación médica. Afirmó haber descubierto una serie de "curas" para diversas dolencias, incluido el cáncer, y lanzó frecuentes ataques contra la medicina organizada, a la que acusó de ser corrupta y con fines de lucro.

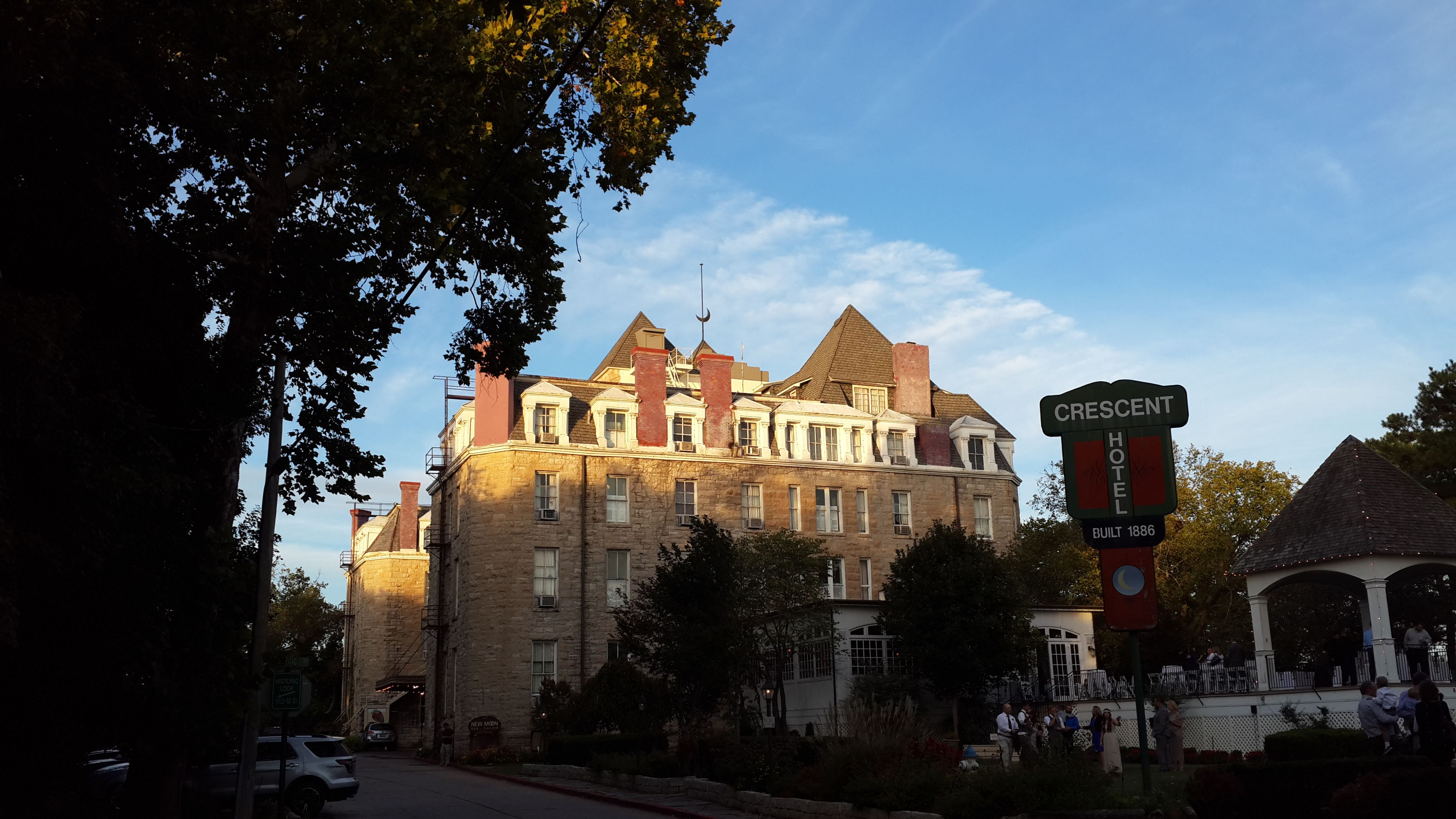
Crescent Hotel en 2014

Después de haber sido expulsado de Iowa por ejercer la medicina sin licencia, Baker trasladó a sus pacientes con cáncer a Arkansas y anunció su nuevo centro de salud en Crescent. Su "cura" consistía principalmente en beber el agua de manantial natural de la zona.En 1940, se presentaron cargos federales contra Baker por fraude postal y pasó cuatro años en prisión. Se quedó sin dueño hasta 1946. En la primavera de 1946, John R. Constantine, Herbert E. Shutter, Herbert Byfield y Dwight Nichols compraron. El 15 de marzo de 1967, casi fue incendiado. El único propietario vivo en ese momento era Dwight Nichols.
En 1997, Marty y Elise Roenigk compraron por 1,3 millones de dólares. Supervisaron una restauración y renovación en seis años las habitaciones. Marty Roenigk murió en un accidente automovilístico en 2009; Elise Roenigk sigue siendo la actual propietaria.
Fue incluido en el Registro Nacional de Lugares Históricos en 2016.

## En la cultura popular
- En 2007 apareció en el programa de televisión Ghost Hunters, donde el elenco afirmó haber visto lo que describieron como "una aparición de cuerpo completo" en su cámara termográfica.[6][7]
- Apareció en el programa de televisión Paranormal Witness en 2016.
- Fue cubierto por Ghost Adventures en 2019, en el episodio "Crescent Hotel".